# Ivan Avekov
Ivan Avdeïevitch Avekov (en russe : Иван Авдеевич Авеков) est un aviateur soviétique, né le 19 mai 1919 et décédé le 17 avril 1943. Pilote de chasse et As de la Seconde Guerre mondiale, il fut distingué par le titre de Héros de l'Union soviétique.

## Carrière et combats
Ivan Avekov est né le 19 mai 1919 à la gare « Ossinovka » (Осиновка), dans le gouvernement de Vitebsk (Russie soviétique). Il s'engagea à 16 ans, dans l'Armée rouge, en 1937, et opta pour une carrière de pilote. Il fut d'abord breveté observateur aérien à l'école militaire de Kharkov en 1939, avant d'obtenir son brevet de pilote l'année suivante, à l'école militaire d'Odessa.
En juin 1941, alors affecté au 519.IAP (régiment de chasse aérienne), il se retrouva confronté à l'invasion allemande de l'Union soviétique. Dès le premier jour, le 22 juin, il réussit à abattre deux Bf.109. Au cours des deux années suivantes, il prit principalement part aux combats des fronts sud et centre, accumulant missions de chasse et d'appui tactique aux forces terrestres. Au début de l'année 1942, il fut promu kapitan (capitaine) et son unité volait toujours sur Yak 1. Sa mission la plus mémorable eut lieu le 20 mars 1942, lorsque, près de Gjatsk (oblast de Smolensk), il s'attaqua à sept appareils allemands, des Bf.109, en abattit deux avant d'en aborder en plein ciel un troisième avec son avion endommagé et de l'abattre également. Quoique blessé au cours de cette mêlée épique, il rejoignit rapidement son unité. Abattu lui-même, le 17 avril 1943, près de Lipetsk, il devait se tuer en tentant un atterrissage en catastrophe.

## Palmarès et décorations

### Palmarès
Ivan Avekov était titulaire de 25 victoires homologuées, dont 19 individuelles et 6 en coopération, ainsi que crédité de 23 avions détruits au sol ; le tout au cours de 178 missions de guerre.

### Décorations
- Héros de l'Union soviétique, décerné le 24 août 1943 à titre posthume ;
- Ordre de Lénine.